# 塞斯托-聖喬瓦尼

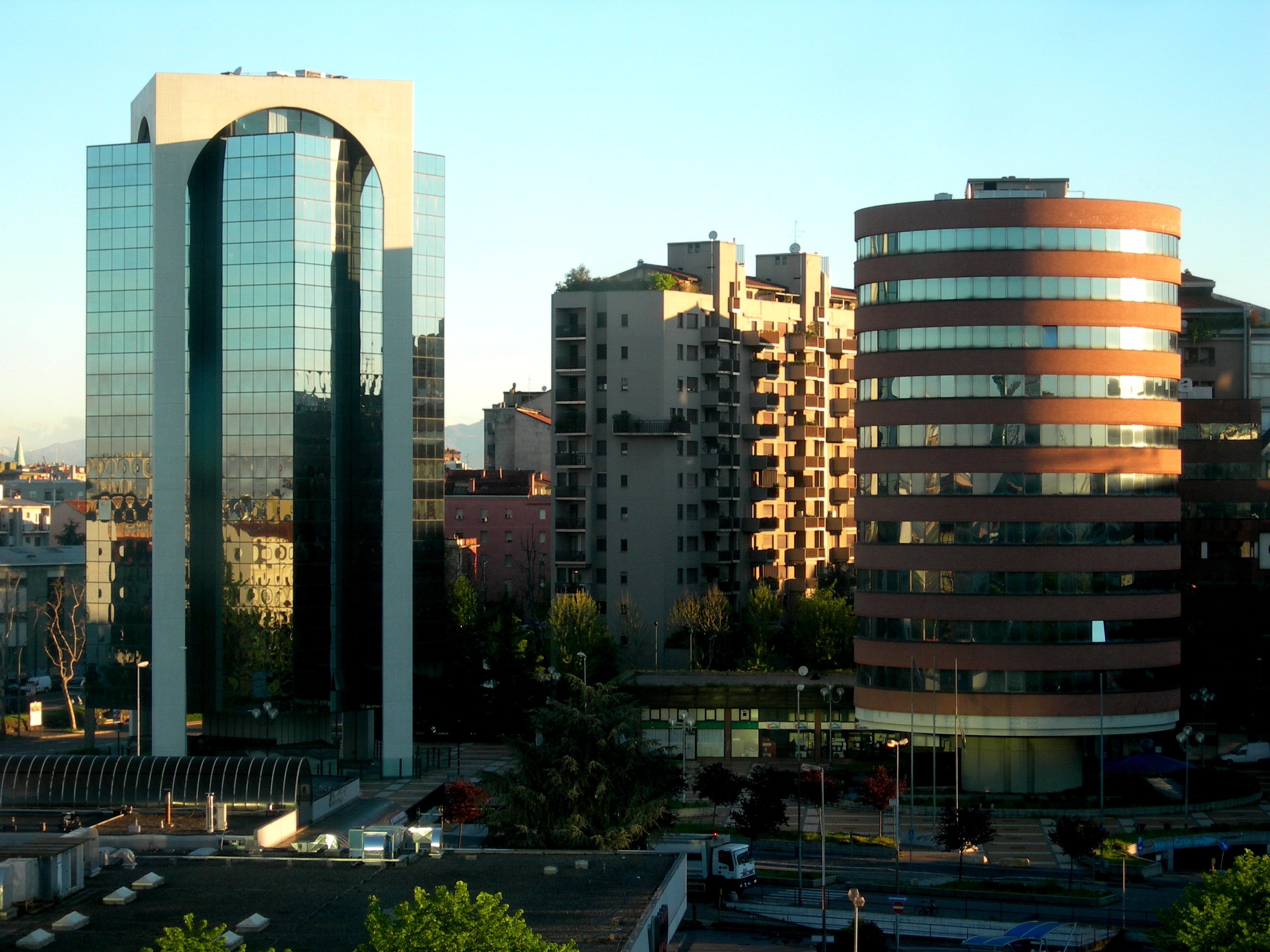
市容

塞斯托-聖喬瓦尼（義大利語：Sesto San Giovanni）是意大利伦巴第大区米兰广域市内的市镇，乃米蘭的經濟核心區域。
此地區早在十九世紀就已建成大量工廠，原本屬工廠區。由於歷史原因，不少外來移民都在此城之市郊居住，包括了來自北非和亞洲移民。他們都是在此地區的鋼鐵廠工作。隨著工業開始走下坡，此地區逐漸變成一個數碼軟件發展區。